# Авъл Постумий Албин Региленсис (трибун 381 пр.н.е.)
Вижте пояснителната страница за други личности с името Авъл Постумий Албин Региленсис.
Авъл Постумий Албин Региленсис (на латински: Aulus Postumius Albinus Regillensis) e политик на Римската република през 4 век пр.н.е.
Авъл произлиза от клон Албин на патрицииската фамилия Постумии. През 381 пр.н.е. той е консулски военен трибун.